# South Gippsland
South Gippsland är en kommun i Australien. Den ligger i delstaten Victoria, omkring 140 kilometer sydost om delstatshuvudstaden Melbourne. Antalet invånare var 28 703 vid folkräkningen 2016.
Följande samhällen finns i South Gippsland:
- Leongatha
- Fish Creek
- Nyora
- Poowong
- Tarwin Lower